# Poecile
Poecile is een geslacht van zangvogels uit de familie Paridae (mezen). De wetenschappelijke naam is gepubliceerd in 1829 door Kaup. Vroeger waren de soorten ingedeeld bij het, toen grotere, Parus.  Sinds 2005 bestaat consensus over plaatsing van deze mezen in een apart geslacht, dankzij de uitkomsten van DNA-onderzoek. De soorten komen voor in Noord-Amerika, Europa en Azië. In Noord-Amerika heten deze mezen chickadees.

## Soorten
De volgende soorten zijn bij het geslacht ingedeeld:
- Poecile atricapillus – Amerikaanse matkop
- Poecile carolinensis – Carolinamees
- Poecile cinctus – Bruinkopmees
- Poecile davidi – Pater Davids mees
- Poecile gambeli – Gambels mees
- Poecile hudsonicus – Hudsonmees
- Poecile hypermelaenus – Chinese glanskop
- Poecile hyrcanus – Iraanse rouwmees
- Poecile lugubris – Rouwmees
- Poecile montanus – Matkop
- Poecile palustris – Glanskop
- Poecile rufescens – Kastanjerugmees
- Poecile sclateri – Grijsflankmees
- Poecile superciliosus – Witbrauwmees
- Poecile weigoldicus – Sichuanmatkop